# Psychotropes (revue)
Cet article concerne la revue. Pour les substances ou médicaments psychoactifs, voir Psychotrope.
Psychotropes est une des principales revues francophones d'addictologie (avec Drogues, santé et société, Le courrier des addictions et Alcoologie et Addictologie, la revue de la  Société française d'alcoologie). C'est aussi la plus ancienne encore publiée (1974). Elle se caractérise par un modèle de financement indépendant (abonnements papier, achat via le portail Cairn.info) et une approche multidisciplinaire, qui mobilise autant les sciences humaines et sociales que les sciences biologiques et médicales. Elle respecte le principe de l'évaluation par les pairs des propositions d'articles qui lui sont envoyés. 
Le directeur de la publication est le docteur Mario Blaise (précédemment le docteur Marc Valleur), et le rédacteur-en-chef est le docteur Pierre Poloméni (précédemment le docteur Michel Hautefeuille).
Quatre numéros sont publiés chaque année, certains étant thématiques (parmi les derniers thèmes :  Addictions et psychotraumas, Les drogues à l’ère 2.0, Le cannabis en garde à vue, Les 25 ans de l’Observatoire Français des Drogues et des Toxicomanies, Médiateur santé publique, médiateur santé pair, pair aidant, patient expert ?).